# Associação Brasileira de Linfoma e Leucemia
Fundada em 2002, a ABRALE (Associação Brasileira de Linfoma e Leucemia)  é uma organização não governamental participante do Conselho Nacional de Saúde, que produz e compartilha conhecimento de diversas maneiras e também oferece acesso à novos meios de tratamento, apoio jurídico, nutricional, psicológico, dentre várias outras formas de auxílio para os pacientes diagnosticados com linfoma, leucemia, mieloma múltiplo e mielodisplasia, totalmente gratuitos. E, juntamente com um Comitê Científico Médico e Multidisciplinar há a validação de todas as informações utilizadas em materiais da ONG, também responsável por responder dúvidas e ajudar com segunda opinião médica.
Atualmente, a ABRALE conta com diversos parceiros, dentre eles as empresas Novartis, Roche, GlaxoSmithKline, Zodiac, entres muitos outros, com valores a partir de R$100 mil reais anuais. A ONG também conta com parcerias com fornecedores que oferecem preços diferenciados para a organização de diferentes setores, como por exemplo as empresas Bio Ritmo, Casas Bahia, Casa Cor, etc.
Entre os serviços prestados pela ABRALE estão encontros de pacientes, atendimento psicológico, atuação política para incentivar mudanças na legislação, palestras, chats, campanhas de conscientização, entre outros. Além de utilizar os dados dos mais de 19 mil pacientes como fonte para pesquisas que identificam as necessidades específicas dos públicos e ajudam no aperfeiçoamento dos diagnósticos e das políticas públicas.

## Amar a Vida
Amar a Vida é a rede social, criada numa parceria da ABRALE com a IBM, que tem como objetivo aproximar pacientes de leucemia, linfoma e demais manifestações onco-hematológicas  do Brasil e dar suporte a eles. A rede social reuni comunidades diversas para discussão e troca de conhecimentos relativos às doenças.
A Amar a Vida já conta com 30 comunidades que exploram diferentes olhares, como por exemplo: Alimentação e câncer, Direitos dos Pacientes com câncer, Lidando com a perda ou Testemunhos de superação, a rede social também conta com aplicativos, como o fórum (para compartilhar dúvidas e sugestões), blog (espaço destinado à depoimentos), favoritos (conta com apontadores para links de interesse), entre outros. Entretanto, se pretende que mais comunidades sejam criadas pelos participantes da rede, abordando temas considerados relevantes e permitindo que os pacientes possam se sentir livres para colocar suas questões.

## Parceiros
Os parceiros da ABRALE são divididos em categorias em seu site, que vão de Diamante (empresas que contribuem anualmente com valores acima de R$ 300 mil) à parceiros Fornecedores (oferecem orçamento exclusivo para a associação). No site da ABRALE há uma listagem completa das organizações que apoiam sua causa, com a discriminação do valor ou serviço oferecido, veja aqui.

## Ações

### Todos Juntos Contra o Câncer
Movimento que auxilia pacientes de doenças onco-hematológicas. Com a realização de um abaixo-assinado do documento "Declaração para Melhoria da Atenção ao Câncer no Brasil" que será entregue a órgãos responsáveis para possíveis providências.

### Movimento Contra o Linfoma
Com o lema "Quem Ajuda Amigo É" e contando com participações de peso como Reynaldo Gianecchini, Amandha Lee, Caco Ciocler, Camila Morgado, Drica Moraes, Matheus Solano, e outros, a ação serve para reforçar a importância da informação correta e de qualidade, e o quanto é essencial ter o apoio de familiares, amigos e entidades que trabalham para os diagnosticados com câncer de todo Brasil.
O objetivo também é mobilizar o governo à inclusão do medicamento utilizado por pacientes com linfoma não-Hodgkin, no rol de procedimento do SUS (Sistema único de Saúde).

### Toda Ajuda Conta
Visando conseguir recursos e apoio ao paciente com câncer do sangue de todo o Brasil a campanha contou novamente com a participação do ator Reynaldo Gianecchini.. Campanha disponível no Youtube, lançada em 2012.

### Concurso Nacional de Fotografia ABRALE
Com o objetivo de divulgar a causa da Abrale e Abrasta de uma forma mais expressiva, e obter mais pessoas que conheçam e possam apoiar as associações o Concurso de Fotografia foi criado em 2008, com o tema "Retratos da Coragem" e reuniu quase 400 fotos inscritas. Os interessados em participar do concurso são agrupados em quatro categorias diferentes: profissionais de fotografia, público em geral, profissionais de saúde, familiares e pacientes com doenças onco-hematológicas (leucemia, a linfoma, o mielodisplasia e o mieloma múltiplo).

### Projeto Dodói
Em parceria com o Instituto Mauricio de Sousa o Projeto Dodói foi desenvolvido para a distribuição de kits para crianças, com bonecos, gibis, revistas de atividades e muitas outras coisas, para obter a melhor convivência com a doença.

### Alianza Latina
Mantida desde 2006, a Alianza Latina é uma rede que capacita organizações que ofereçam suporte a pessoas convivendo com doenças.